# Alfred Einstein
Alfred Einstein, född 30 december 1880 i München, död 13 februari 1952 i El Cerrito, Kalifornien, var en tysk-amerikansk musikteoretiker, enligt oklara källor släkt på avstånd med fysikern med samma namn. Alfred Einstein räknas som en av 1900-talets mest namnkunniga musikologer. 
Alfred Einstein studerade först juridik, men doktorerade i musikologi 1903 vid universitetet i München med avhandlingen Zur deutschen Litteratur für Viola da Gamba im 16. und 17. Jahrhundert. Han var verksam som musikkritiker vid bland annat Münchener Post (1917-1927) och Berliner Tageblatt (1927-1933) och redaktör vid Zeitschrift für Musikwissenschaft (1918-1933). Med anledning av nazismen lämnade Einstein Tyskland 1933, och kom till USA 1939, där han hade flera tjänster som lektor vid många universitet, som till exempel Smith College, Columbia University, Princeton University, University of Michigan, och Hartt School of Music. Från 1938 inledde han ett givande samarbete med dirigenten Fritz Stiedry och den nybildade New Friends of Music Orchestra i New York. För Stiedry och hans orkester iordningställde Einstein moderna notutgåvor av Haydnsymfonier som inte spelats sedan kompositörens livstid. 
Hans forskning har främst fokuserat på klassisk musik från renässansen till och med romantiken, särskilt madrigaler och Wienklassicismen. Han räknas som en av de största kännarna av Mozart. Därtill skrev han några populärvetenskapliga böcker, som Musikens historia.  American Musicological Society, där han var medlem, instiftade 1967 The Alfred Einstein Award till hans minne. 